# Opera aperta
In semiotica, un'opera aperta è un testo che permette interpretazioni multiple o mediate dai lettori. Al contrario, un testo chiuso conduce il lettore ad una sola interpretazione.
Il concetto di opera aperta proviene dal saggio omonimo di Umberto Eco del 1962, approfondito poi con Il ruolo del lettore, ma anche dalla distinzione di Roland Barthes tra testi leggibili e scrivibili, trattati nel saggio del 1967 La morte dell'autore.